# Diprósopos

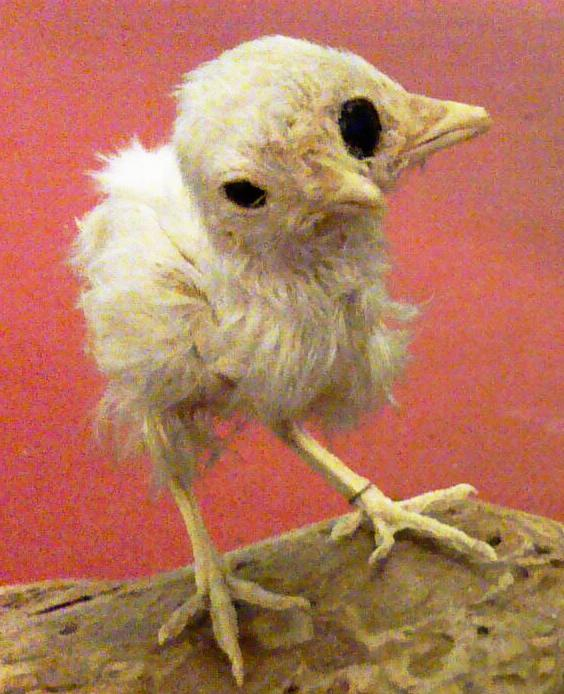
Um pintinho com diprósopos.

Diprósopos é um termo usado para caracterizar gêmeos siameses (teratópagos do tipo catadídimos) que apresentam duas faces na mesma cabeça e compartilham um mesmo corpo.